# Sint-Jan Berchmansinstituut (Zonhoven)
Het Sint-Jan Berchmansinstituut (dikwijls afgekort tot SJB) is een school voor secundair onderwijs in de Belgische gemeente Zonhoven. Er wordt onderwijs aangeboden voor de tweede en derde graad van het secundair onderwijs. De eerste graad wordt ondergebracht in de Vrije Middenschool (VMS), een zusterschool van SJB Zonhoven. De school telt ruim 700 leerlingen en behoort tot de Scholengemeenschap voor Katholiek Secundair Onderwijs Sint-Quintinus.

## Geschiedenis
De Fraters van Tilburg waren sedert de jaren 1920 actief in het lager onderwijs te Zonhoven. Ze bouwden er een klooster en startten er in 1932 een juvenaat waaraan eveneens een internaat verbonden was.
Op verzoek van de bisschop van Luik, Louis-Joseph Kerkhofs, startten de Fraters in september 1957, op het moment dat de schoolstrijd nog hevig woedde, met middelbaar onderwijs in een klas van de lagere school. Frater Egfried, de directeur van het internaat werd tevens de eerste directeur van de nieuwe middelbare school. 
Het aantal leerlingen groeide snel aan van 37 in 1957 tot 119 in 1959 en in oktober 1960 werd begonnen met het bouwen van een nieuw gebouw om het groeiende leerlingenaantal op te vangen. Frater Egfried werd voltijds directeur vanaf 1962 en in 1963 waren alle leerlingen verhuisd naar het nieuwe gebouw en studeerden de eerste zesdejaarsstudenten af. In 1967 werd er gestart met een Latijnse afdeling naast de bestaande Moderne Humaniora; in 1970 werd de afdeling Latijn-wetenschappen opgericht en in 1971 de afdelingen Latijn-wiskunde en Wetenschappelijke A. Het leerlingenaantal bleef stijgen tot een piek van 560 leerlingen in 1978.
In 1979 gaat Frater Egfried met pensioen en wordt hij opgevolgd door Frater Sibrand die tot dan toe secretaris van de school was geweest. Hij knoopte dadelijk gesprekken aan met de Zusters van Liefde die in 1954 te Zonhoven het Maria Goretti Instituut voor meisjes hadden opgericht.
In 1979 ruilden de fraters het oude klooster voor een modern en aangepast onderkomen naast de basisschool. In 1980 werd de Vrije Middenschool opgericht voor de eerste graad secundair onderwijs en was er voor het eerst gemengd secundair onderwijs te Zonhoven. De Vrije Middenschool startte met het Vernieuwd secundair onderwijs in het voormalige klooster.  Denis Metten werd er de eerste directeur. In 1983 werd daar ook de Vrije Middenschool 2 ondergebracht.  Pierre (Piet) Gaens werd er benoemd tot directeur.         In 1988 verhuisden de Vrije Middenscholen 1 en 2 naar de Engstegenseweg 1, naar de gebouwen van het vroegere Maria Goretti Instituut terwijl het Sint-Jan Berchmansinstituut kon beschikken over het voormalige klooster en internaat en het ernaast gelegen schoolgebouw.
In 1986 ging Frater Sibrand met pensioen. Zijn opvolger werd Jan Vanderspikken. In januari 2006 ging Denis Metten als directeur van de Vrije Middenschool met pensioen en hij werd opgevolgd door twee directeurs: Jean Weerts en Theo Moons.
Het leerlingenaantal bleef groeien waardoor er een nieuwe eetzaal en een nieuwe sporthal dienden bijgebouwd te worden. In 2000 ging Jan Vanderspikken op pensioen en werd opgevolgd door Jan Steegmans die in 2007 zelf werd opgevolgd door huidig directrice Veronique Huber.
Nog steeds groeide het leerlingenaantal aan en enkele klaslokalen werden in tijdelijke paviljoenen ingericht. In 2009 werd de kaap van 700 leerlingen overschreden en werd bekendgemaakt dat de school nog eens gaat uitbreiden met 7 klaslokalen.

## Richtingen
In SJB Zonhoven zijn er vier jaren. In de tweede graad (derde en vierde jaar) kan men kiezen uit de richtingen: Latijn, Wetenschappen, Economie, Handel, Sociale en Technische Wetenschappen (STW), Kantoor en Voeding-Verzorging.
In de derde graad (vijfde en zesde jaar) zijn er nog andere richtingen mogelijk: Latijn-Wiskunde, Latijn-Moderne Talen, Wetenschappen-Wiskunde, Economie-Wiskunde, Moderne Talen-Wetenschappen, Moderne Talen-Economie, gezondheid- en welzijnswetenschappen, Handel, STW, Kantoor en Verzorging.

## Bekende oud-leerlingen
- Georges Leekens, trainer en gewezen voetballer
- Koen Buyse, zanger en frontman van Zornik
- Harry Martens, voormalig hoogleraar en rector van het Limburgs Universitair Centrum
- Fred Bellefroid, kunstenaar
- Robin Ramaekers, journalist